# TOCA World Touring Cars
 (mai 2025).
Si vous disposez d'ouvrages ou d'articles de référence ou si vous connaissez des sites web de qualité traitant du thème abordé ici, merci de compléter l'article en donnant les références utiles à sa vérifiabilité et en les liant à la section « Notes et références ».
TOCA World Touring Cars (appelé Jarrett and Labonte Stock Car Racing aux États-Unis et WTC: World Touring Car Championship au Japon) est un jeu vidéo de course automobile développé et édité par Codemasters sur PlayStation et Game Boy Advance en 2000. C'est le troisième opus de la série TOCA.

## Système de jeu
Au lieu de proposer de concourir uniquement dans le championnat britannique des voitures de tourisme, TOCA World Touring Cars propose de participer à divers championnats de voitures de tourisme. Le gameplay positionne plus le jeu dans le mode arcade et le remplacement des tours de qualifications avec des positions de grilles aléatoires ainsi que l'absence de sanctions pour les conducteurs dangereux rendent le jeu plus jouable pour les joueurs occasionnels.

## Critiques
Une fois de plus, la série TOCA a été comparée à celle de Gran Turismo, et a été chaleureusement accueillie par une grande partie de la presse spécialisée : PlayStation: The Official Magazine lui a notamment attribué un score de 10/10 et le site francophone Jeuxvideo.com a donné une note de 17/20.